# Otto Schrader
Otto Schrader (Weimar, 28 marzo 1855 – Breslavia, 21 marzo 1919) è stato un filologo tedesco conosciuto per i suoi studi sulla storia della Germania e sul vocabolario proto-indoeuropeo, occupandosi di vari aspetti della cultura materiale, come ad esempio i nomi delle piante e degli animali addomesticati o quelli dei metalli.

## Biografia
Schrader proveniva da una famiglia di funzionari della Turingia. Frequentò il Gymnasium di Weimar e studiò poi a Jena, Lipsia e Berlino. Dopo aver conseguito il dottorato, nel 1878 ottenne un posto di insegnante presso il Großherzogliches Gymnasium di Jena. Qui ricevette la sua abilitazione nel 1887 e nel 1890 assunse il titolo di professore. Nel 1909 si trasferì a Breslavia, dove era un «ordentlicher professore". Nel 1879 sposò Marie Schrader von Wilms, dalla quale ha avuto quattro figli. Si descriveva come un nazional-liberalista.

## Tesi sull'Urheimat indoeuropea
Schrader era un sostenitorie della tesi di Victor Hehn secondo la quale gli Indoeuropei erano in origine nomadi. Secondo questa tesi, essi addomesticarono il cavallo, che veniva anche utilizzato come fonte di nutrimento. Dal momento che non ci sono parole comuni indoeuropee per indicare l'asino o il cammello, Schrader teorizzò che la patria originaria degli Indoeuropei era da localizzare nelle steppe a nord del Mar Nero, del Mar Caspio e del Mar d'Aral, una zona nota come steppa pontico-caspica, dove i cavalli selvatici erano una specie autoctona. La teoria di Schrader fu la base della teoria kurganica di Marija Gimbutas.

## Pubblicazioni
Lista non completa delle pubblicazioni di Otto Schrader:
- Quaestionum dialectologicarum Graecarum particula, Dissertation, Leipzig 1877
- Die älteste Zeittheilung des indogermanischen Volkes, Berlin 1878
- Aus der Geschichte der Hausthiere. Eine linguistische Studie, in: Nord und Süd 15 (1880), pp. 335–348.
- Sprachvergleichung und Urgeschichte. Linguistisch-historische Beiträge zur Erforschung des indogermanischen Altertums, 1st edn. Jena 1883, 2nd edn. Jena 1890, 3rd edn. Jena 1906.
- Thier- und Pflanzengeographie im Lichte der Sprachforschung. Sammlung gemeinverständlicher wissenschaftlicher Vorträge, Heft 427 (1883), Berlin 1884.
- Victor Hehn, Kulturpflanzen und Hausthiere in ihrem Übergang aus Asien nach Griechenland und Italien sowie in das übrige Europa. Historisch-linguistische Skizzen, new edition by Otto Schrader. With botanical contributions by Adolf Engler, 6th edn. Berlin 1884, 7th edn. 1902, 8th edn. 1911
- Linguistisch-historische Forschungen zur Handelsgeschichte und Warenkunde, vol. 1, Jena 1886
- Über den Gedanken einer Kulturgeschichte der Indogermanen auf sprachwissenschaftlicher Grundlage, Jena 1887. Probevorlesung vom 7. Februar 1887
- Etymologisches und Kulturhistorisches. In: ZVS 30 / N.F. 10 (1890) pp. 461–485
- Sprachvergleichung und Urgeschichte, vol. 2. Jena, Ger.: Hermann Costanoble 1890
- Linguistisch-historisches, in: Gustav Richter, Symbola doctorum Ienensis gymnasii in honorem gymnasii Isenacensis collecta, Jena 1895
- Etymologisch-Kulturhistorisches. In: Philologische Studien, Festgabe für Eduard Sievers zum 1. Oktober 1896, Halle 1896, pp. 1–11
- Vom neuen Reich ("Deutsches Reich und Deutscher Kaiser", "Die Deutschen und das Meer"), zwei sprachlich-geschichtliche Vorträge. Allgemeiner Deutscher Sprachverein, Berlin 1897
- Reallexikon der indogermanischen Altertumskunde. Grundzüge einer Kultur- und Völkergeschichte Alteuropas. 1st edn. Strassburg 1901, 2nd edn., edited by Alfons Nehring, Berlin, Leipzig, 1917–1929
- Nachwort, in: Victor Hehn, Das Salz, eine kulturhistorische Studie, 2nd edn., Berlin 1901
- Die Schwiegermutter und der Hagestolz. Eine Studie aus der Geschichte unserer Familie, Braunschweig 1904
- Totenhochzeit. Ein Vortrag gehalten in der Gesellschaft für Urgeschichte zu Jena, Jena 1904
- Über Bezeichnungen der Heiratsverwandtschaft bei den indogermanischen Völkern. In: IF 17 (1904)
- Johannes Hoops, Waldbäume und Kulturpflanzen im germanischen Altertum, Straßburg 1905, review, in: Deutsche Literaturzeitung 1906
- Hermann Hirt, Die Indogermanen, ihre Verbreitung, ihre Urheimat und ihre Kultur, vol. 1. Strassburg 1905, review, in: Deutsche Literatur-Zeitung 7/1906
- Hermann Hirt, Die Indogermanen, ihre Verbreitung, ihre Urheimat und ihre Kultur, vol. 2. Strassburg 1907, review, in: Deutsche Literatur-Zeitung [...]/1907
- Zu nhd. „buche“, in: Zeitschrift für deutsche Wortforschung 11 (1909)
- Bilder aus dem russischen Dorfleben, in: Westermanns Monatshefte 53. Jahrgang, Jan.-März 1909, with eight black and white illustrations
- Der Hammelsonntag. Eine Reisestudie aus dem Gouvernement Olonetz. In: IF 26 (1909)
- (Stichworte) Aryan Religion; Blood-Feud; Charms and Amulets; Chastity; Crimes and Punishments; Death and Disposal of the Death; Divination; Family; Hospitality; Kingship, in:   James Hastings, Encyclopaedia of Religion and Ethics, vols. 2-7, Edinburgh 1909-1914
- Begraben und Verbrennen im Lichte der Religions- und Kulturgeschichte. Ein Vortrag in der Schlesischen Gesellschaft für Volkskunde, Breslau 1910
- Neuhochdeutsch „Wirt“ (hospes), in: Wissenschaftliche Beihefte zur Zeitschrift des Allgemeinen deutschen Sprachvereins, V. Reihe, Heft 32, 1910.
- Die Indogermanen. Wissenschaft und Bildung 77, Leipzig 1911, new edition by Hans Krahe, Leipzig 1935
- Die Anschauungen Viktor Hehns von der Herkunft unserer Kulturpflanzen und Haustiere im Lichte neuerer Forschung, Berlin 1912
- Germanen und Indogermanen. In: Die Geisteswissenschaften 8/1913, sowie in: Korrespondenzblatt des Gesamtvereins der deutschen Geschichts- und Altertumsvereine, 1914.
- „Vaterland“. Gedächtnisrede zur hundertsten Wiederkehr des Geburtstages des Fürsten Bismarck, gehalten am 10. Mai 1915, Breslau 1915
- (Nachruf) Alfons Nehring, Otto Schrader, in: Indogermanisches Jahrbuch 6 (1918), pp. 152–160, Berlin 1920
- (Nachruf) Wilhelm Streitberg, Otto Schrader, in: Frankfurter Zeitung, 11. April 1919